# Хандогін Микола Іванович
Микола Іванович Хандогін (1909—1989) — радянський військовий фотокореспондент, у роки Німецько-радянської війни фотокореспондент на Ленінградському та 2-му Прибалтійському фронтах, найбільш відомий за фотохронікою блокадного Ленінграда .

## Біографія
Микола Хандогін народився 20 жовтня 1909 року у білоруському селі Волинци, нині Верхньодвінський район, Вітебської області. Ріс без батька, батрачив, працював пастухом і різноробом на будівництві доріг. Після закінчення школи в 1927 році по комсомольській путівці навчався в Мінську на «Белгоскіно» на курсах кіномеханіка, потім працював за спеціальністю у Вітебській області.
У 1931 році був призваний до лав Червоної армії, під час проходження служби почав захоплюватися фотографією. Декілька своїх знімків Микола відправив на конкурс, який організувала редакція газети «Во славу Родины» (офіційний друкований орган Білоруського військового округу, нині офіційна газета Міністерства оборони Республіки Білорусь — «Белорусская военная газета. Во славу Родины»). Микола отримав головний приз — фотоапарата «Фотокор» . На фотографії був зафіксований танк, що виринає з води, при подоланні річки. Примітно, що вперше у світовій практиці застосування танків при подоланні водних перешкод було здійснено в 1934 саме військами Білоруського військового округу серійними танками Т-26 і БТ-5 .
У 1935 році після закінчення строкової служби Микола Хандогін був прийнятий на постійну роботу на посаду фоторепортера в штат газети «На страже Родины» (офіційний друкований орган Ленінградського військового округу, регіональний додаток до газети «Красная Звезда»). Із 1938 року працював також на ЛенТАРС . У 1939—1940 роках був одним із небагатьох фотокореспондентів на Радянсько-фінській війні. У роки Німецько-радянської війни — фотокореспондент на Ленінградському та 2-му Прибалтійському фронтах.
Після війни М. І. Хандогін продовжував працювати для газети «На страже Родины», його роботи публікувалися в різних виданнях — щоденній газеті «Вечерний Ленинград», журналах «Советский Союз» и «Огонёк». Микола Іванович також співпрацював із Радінформбюро та Комбінатом Худфонду РРФСР
М. І. Хандогін помер 15 травня 1989 року, похований на батьківщині у Волинцях. У 2009 році до сторіччя М. І. Хандогіна на його могилі було встановлено пам'ятник.

## Фотохроніка блокадного Ленінграда
Микола Хандогін, будучи кореспондентом військової газети «На страже Родины», робив фоторепортажі безпосередньо з лінії фронту. У серпні 1941 року в боях при Усть-Тосно брав участь у Усть-Тосненському десанті моряків і зробив серію найцінніших документальних фотознімків. У вересні-листопаді 1941 року робив репортажі з позицій в районі Невської Дубровки та Ям-Іжори, за які був нагороджений медаллю «За відвагу». Надалі вів фотохроніку боїв за Пулково, Красне Село, Гатчину, Луг і Кінгісепп.
1983 року, до сорокаріччя прориву блокади на Леніздаті вийшла книга ленінградських журналістів В. Ганшина та О. Сердобольського «Одна секунда війни», де автори розповідають про історію створення 100 знімків, зроблених під час Блокади. У книзі відтворено знімки, у тому числі М. І. Хандогіна. У книзі також міститься коротка біографічна інформація про фотокореспондентів Ленінградського фронту.
У 2004 році Центральним державним архівом кінофотофонодокументів Санкт-Петербурга (ЦДАКФФД СПб) та Московським музеєм сучасного мистецтва (ММСМ) було підготовлено фотовиставку «Внутрішній простір війни. Блокада Ленінграда у фотографіях». У виставці були представлені роботи як зовсім маловідомих авторів, так і відомих фотокореспондентів, серед яких Всеволод Тарасевич, Борис Кудояров, Давид Трахтенберг, Михайло Трахман, Микола Хандогін та ін. За більш ніж десятирічну історію виставка експонувалася в таких містах як Москва, Самара, Краснодар, Сочі, Париж, Х'юстон, Братислава та Буенос-Айрес.
Понад 100 знімків Миколи Хандогіна представлені у фотоальбомі «Війна… блокада. Перемога: Спогади у фотографіях», що вийшов у 2005 році, (автори-упорядники Володимир Нікітін та Олександр Зімін).
Фотожурналіст та історик фотографії Володимир Анатолійович Нікітін зазначив, що, на його думку, можна виділити трьох фотографів, на знімках яких найбільш точно передано блокадний побут та стан справ в обложеному місті — це Василь Гаврилович Федосєєв, Микола Іванович Хандогін та Давид Михайлович Трахтенберг. На думку В. А. Нікітіна, знімок Хандогіна «За водою на Неву», став одним із символів блокади. На ще одному найвідомішому знімку Хандогіна — сфотографовано художника В'ячеслава Пакуліна з мольбертом (за роботою) взимку на Невському проспекті .
В. А. Нікітін зазначає, що у блокадному Ленінграді діяла певна цензура. Вважалося, що фотоматеріали не повинні підривати дух захисників та мешканців міста. Крім того, що фотографії з цензурних міркувань не могли бути опубліковані в пресі, негативи таких знімків знищувалися через побоювання, що у разі захоплення міста вони будуть використані ворожою пропагандою. Володимир Нікітін особливо виділяє фоторепортаж, зроблений Миколою Хандогіним у неділю 8 серпня 1943 року, де зображені жертви артобстрілу на розі Садової вулиці та Невського проспекту. Цього дня під час артобстрілу загинули 54 людини, десятки було поранено. Редакція газети «На страже Родины» знаходилася за адресою Невський пр., будинок 2 та Хандогін встиг добігти і зняти те, що відбувається. Лише один знімок потрапив на сторінки газет — закривавлене тіло жінки, яка тримає пучок овочів. На відміну від ТАРС, у фотокореспондентів газети «На страже Родины» негативи не вилучалися та збереглися в особистому архіві М. І. Хандогіна, проте йому так і не вдалося опублікувати фотографії за життя. Багато фотографій М. І. Хандогіна опубліковані в серії книг-фотоальбомів В. А. Нікітіна «Невідома блокада. Ленінград 1941—1944», де автор-упорядник ставив за мету показати побутову сторону блокадних років.
У жовтні 2010 — лютому 2011 року в Берліні, в російсько-німецькому музеї історії Другої світової війни " Берлін-Карлсхорст " відбулася персональна виставка робіт Н. І. Хандогіна, де були представлені знімки періоду Радянсько-фінської війни (1939—1940) Ленінграда. Зусиллями музею було видано фотокаталоги робіт автора у твердій та м'якій палітурці.

## Сім'я
У Волинцях, у краєзнавчому музеї ім. І. Д. Черського зберігається сімейний фотоальбом Фаїни Соломонівни Іоффе, яка працювала лікарем у блокадному Ленінграді. Фаїна Іоффе та її сестра Анна Соломонівна Хандогіна народилися у Волинцях. Анна Хандогіна — дружина Миколи Хандогіна. У фотоальбомі є фотографії, зроблені Миколою Хандогіним у передвоєнні та післявоєнні роки. У тому числі фотографія, зроблена у грудні 1944 року, на якій відображено місце, де у лютому 1942 року були розстріляні євреї-в'язні Волинецького гетто, серед яких були рідні Фаїни та Анни.

## Нагороди
- два ордени Червоної Зірки
- орден Вітчизняної війни І ступеня
- медалі, у тому числі «За Відвагу», «За бойові заслуги» та «За оборону Ленінграда».

## Книги-фотоальбоми за участю робіт М.І.Хандогіна
- Ганшин В.; Сердобольский О. Одна секунда войны. — Ленинград, Лениздат, 1983.
- Никитин В.; Зимин А. Война… Блокада. Победа! Воспоминания в фотографиях: Фотоальбом/ Автор вступительного слова Д. Гранин. — СПб: «Издательство А. Зимина», 2005.
- Никитин В. Неизвестная блокада. Ленинград 1941—1944. Фотоальбом. СПб, Лимбус Пресс, 2002
- Никитин В. Неизвестная блокада. Ленинград 1941—1944. Фотоальбом (издание второе, дополненное). СПб, Лимбус Пресс, 2009
- Blank, Margot. Chandogin — Kriegsfotos aus Karelien und Leningrad 1939—1944, Kettler, 2010